# 双流体育中心
双流体育中心（そうりゅうたいいくちゅうしん、簡体字中国語: 双流体育中心、英: Shuangliu Sports Centre）は、中華人民共和国の四川省成都市にある多目的スタジアムである。

## 概要
収容人数は25,000人、総敷地面積は37495平方メートル。主にサッカーの試合に用いられ、中国サッカー・甲級リーグに所属する成都天誠足球倶楽部がホームスタジアムとして利用していたが、2014年シーズン終了後に解散した。他、2010年には2010 AFC女子アジアカップの会場として使用された。また、2008年には張恵妹がワールドツアーの一環として成都市でライブを開催した際にこの会場が使用されている。
陸上競技場とサッカーコートを有する体育中心体育場の他、室内競技全般に使用可能な体育館、飛び込み台を有する屋内プール、テニスコートなどを併設している。

## 交通アクセス
成都市郊外の双流新城区にある。成都双流国際空港よりタクシーで約10～15分。